# 天造
天造（てんぞう）は、隋末唐初に劉黒闥が自立して建てた私年号。622年 - 623年。

## 西暦・干支との対照表
| 天造 | 元年  | 2年   |
| 西暦 | 622年 | 623年 |
| 干支 | 壬午  | 癸未  |